# Sigaus minutus
Sigaus minutus är en insektsart som beskrevs av Bigelow 1967. Sigaus minutus ingår i släktet Sigaus och familjen gräshoppor. Inga underarter finns listade i Catalogue of Life.

## Bildgalleri

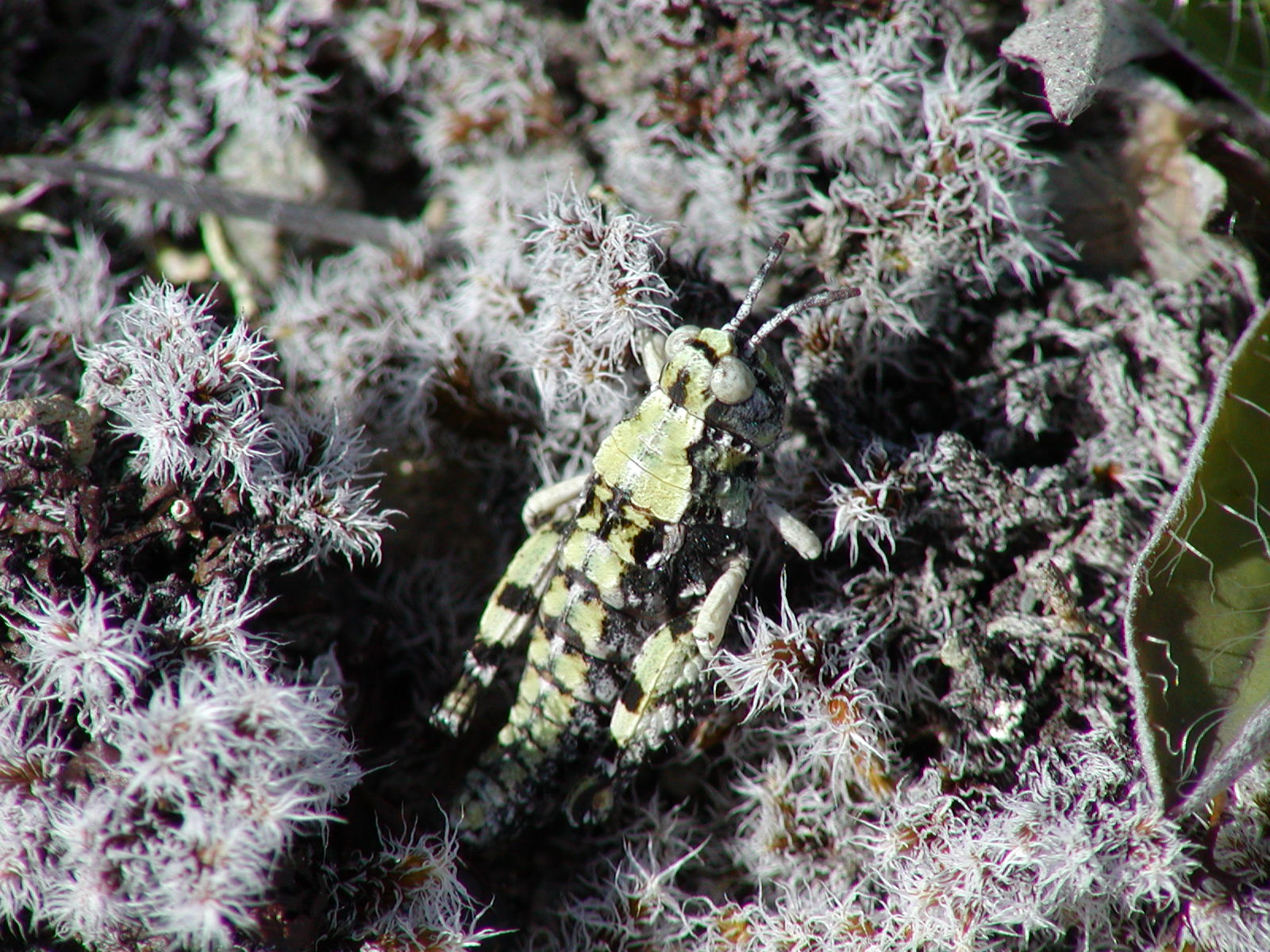